# Papa Vittore I
Vittore I, talvolta erroneamente chiamato Vittorio I (Africa Proconsolare, II secolo – Roma, 28 luglio 199), è stato il 14º vescovo di Roma e papa della Chiesa cattolica dal 189 al 199.
È venerato come santo dalla Chiesa cattolica, dalle Chiese ortodosse, e dalla Chiesa copta (nella quale è conosciuto con il nome di Boktor).

## Biografia
Il Liber pontificalis lo presume originario dell'Africa, probabilmente di etnia berbera, e riporta che suo padre si chiamava Felice. Questa fonte, desumendo i dati dal Catalogo Liberiano, indica che Vittore regnò dal 186 al 197. Il testo armeno del Chronicon di Eusebio di Cesarea, tuttavia, posiziona l'inizio del pontificato di Vittore nel settimo anno di regno dell'imperatore Commodo (187) e gli accredita una durata di dodici anni; nella sua Historia Ecclesiastica Eusebio stesso, però, riposiziona l'inizio del pontificato al nono anno del regno di Commodo (189) e lo fa durare dieci anni.

### Vittore e i rapporti con l'Impero
Durante gli ultimi anni del regno di Commodo (180-192) e i primi anni di quello di Settimio Severo (dal 193) la Chiesa di Roma poté godere di un periodo di pace privo di persecuzioni.
L'opinione positiva sui cristiani che aveva Commodo viene generalmente attribuita all'influenza di Marcia, sua amante e poi moglie. Secondo la testimonianza di Ippolito di Roma (Philosophumena, IX 12), costei era favorevole ai cristiani, forse una cristiana lei stessa. Per ottenere la liberazione dei suoi confratelli condannati ai lavori forzati nelle miniere della Sardegna (ad metalla), convocò papa Vittore a Palazzo e si fece consegnare un elenco dei cristiani romani laggiù detenuti. Avendo ricevuto la grazia da parte dell'imperatore, Marcia spedì il presbitero Giacinto in Sardegna con l'ordine di liberazione per i cristiani. Fu la prima volta che l'impero romano scese a patti con la Chiesa ed il suo vescovo in tema di persecuzioni. Fu anche la prima volta che, nonostante il clima di moralizzazione dei costumi adottato già dai predecessori di Vittore, e da lui stesso rigidamente seguito, il papa trovò un accordo "politico" con una donna che, nonostante si professasse cristiana, era notoriamente dedita a costumi dissoluti che la ponevano al limite della scomunica.
Sant'Ireneo di Lione (Adversus Haereses, IV, XXX 1) riportava che in questo periodo i cristiani ebbero molti incarichi ufficiali presso la Corte imperiale. Anche Settimio Severo, durante i primi anni del suo regno, guardò con favore i cristiani, lasciandoli nei posti chiave della sua corte. Tra coloro che rimasero a palazzo c'era un certo Proculo che una volta lo aveva addirittura curato. Questo imperatore protesse i cristiani dagli eccessi dei pagani, e suo figlio, Caracalla, ebbe persino una balia cristiana. In questo periodo il cristianesimo fece grandi passi avanti nella capitale e trovò proseliti persino fra le famiglie ricche e nobili.

### La questione quartodecimana
Durante il suo pontificato, però, la Chiesa fu sconquassata da dissensi interni. Si acuì la disputa sulla celebrazione della Pasqua, di cui già si era discusso a lungo al tempo di papa Aniceto. I cristiani di Roma che erano immigrati dalle province dell'Asia erano soliti celebrare la Pasqua il 14º giorno del mese di Nisan, in qualsiasi giorno della settimana cadesse, come avrebbero fatto nelle loro terre d'origine. Al suo apparire, naturalmente, questa usanza portò agitazione all'interno della comunità cristiana di Roma. Papa Vittore decise, perciò, che ci dovesse essere uniformità nell'osservanza della festa pasquale e per questo cercò di persuadere i quartodecimani a seguire la pratica generale della Chiesa. Scrisse a Policrate, vescovo di Efeso e gli suggerì di convocare gli altri vescovi asiatici per discutere della questione con loro. La riunione si tenne, ma nella lettera che Policrate spedì a papa Vittore, dichiarò che avrebbe fermamente continuato nell'usanza Quartodecimana "osservata da così tanti santi e celebri vescovi della regione". Vittore tenne allora, a Roma, il primo sinodo romano di cui si abbiano notizie, e scrisse ai vescovi reggenti dei vari distretti, esortandoli a riunire i vescovi loro dipendenti e consigliarsi con loro sul problema della festa Pasquale. Le risposte giunsero da tutte le parti del mondo cristiano: dal sinodo di Palestina, presieduto da Teofilo di Cesarea e Narciso di Gerusalemme; dal sinodo del Ponto, presieduto dall'anziano Palma; dalle comunità di Gallia, il cui vescovo era Ireneo di Lione; dai vescovi del regno di Osrhoene; e da singoli vescovi, come Bachilo di Corinto. Tutte queste risposte riportavano unanimemente che la Pasqua veniva osservata la domenica. Vittore, che in tutta la faccenda agì come capo dell'intera cristianità cattolica, fece quindi appello ai vescovi della provincia d'Asia affinché abbandonassero il loro costume ed accettassero la pratica di celebrare la Pasqua sempre di domenica. Se non avessero ottemperato non sarebbero più stati in comunione con la chiesa di Roma.
Questa procedura non piacque a tutti i vescovi. Ireneo di Lione ed altri scrissero a papa Vittore biasimandolo per la sua severità, esortandolo a mantenere pace ed unità con i vescovi asiatici, ed a intrattenere rapporti amichevoli con loro. Ireneo gli ricordò anche che i suoi predecessori avevano sempre mantenuto l'osservanza della domenica di Pasqua, come era giusto, ma non avevano interrotto le relazioni amichevoli e la comunione con vescovi asiatici solo perché questi seguivano un altro costume (Eusebio, Historia Ecclesiastica, V, XXIII-XXV).
Non si hanno ulteriori informazioni su come finì la storia dei vescovi asiatici sotto Vittore I. Certo è che nel corso del III secolo la pratica romana dell'osservanza della domenica di Pasqua divenne gradualmente universale. A Roma stessa, dove Vittore impose, naturalmente, l'osservanza della domenica di Pasqua a tutti i cristiani della capitale, un certo Blasto, un orientale, insieme ad alcuni seguaci contrari al papa, provocò uno scisma che, comunque, non crebbe d'importanza.

### Vittore e le eresie
Vittore ebbe anche delle difficoltà con un presbitero romano chiamato Florino, probabilmente proveniente dall'Asia Minore. Come ufficiale della corte imperiale, Florino ebbe modo di conoscere Policarpo di Smirne direttamente in Asia Minore, e in seguito divenne presbitero della Chiesa di Roma. Questi aderì allo gnosticismo, considerato eresia dalla Chiesa, diffondendo gli insegnamenti di Valentino. Ireneo scrisse due trattati contro di lui e richiamò l'attenzione di Vittore anche sui suoi scritti, che riteneva pericolosi. Florino fu rimosso dalle sue funzioni sacerdotali e scomunicato.
Durante il pontificato di Vittore un ricco cristiano, Teodato di Bisanzio, un venditore di pellame, giunse da Costantinopoli a Roma ed iniziò a predicare che il Cristo era soltanto un uomo illuminato dallo Spirito Santo con dei poteri sovrannaturali (adozionismo). Il papa condannò questa eresia e scomunicò Teodato. Quest'ultimo, tuttavia, non si sottomise, ma al contrario, insieme ai suoi seguaci, diede il via ad uno scisma che per qualche tempo fu anche vitale. Tertulliano affermava che Vittore potrebbe anche essere venuto in contatto col Montanismo, ma non ci sono prove a sostegno di questa notizia.

### Passaggio dal greco al latino
San Girolamo indicava Vittore come il primo scrittore in latino della Chiesa menzionando nel suo De viris Illustribus dei piccoli trattati ("Vittore, tredicesimo vescovo della città di Roma, scrittore di certi opuscoli sulla questione pasquale ed altro, governò la Chiesa dieci anni sotto Severo"). Fino ad allora tutti gli scritti della Chiesa venivano redatti in greco. A parte le lettere sulla controversia pasquale, nessuno degli scritti di Vittore è noto. Forse fu proprio durante il suo pontificato che il canone delle Sacre scritture in uso a Roma, e parzialmente conservato nel Canone muratoriano, fu stilato, sancendo il passaggio definitivo dal greco al latino.
Nella nota che lo riguarda, nel Liber Pontificalis si parla della controversia pasquale e dell'introduzione dei sequentes fra il clero, che gli è attribuita. Non è chiaro cosa questo significhi, se ci si riferisca agli accoliti o agli assistenti che, sembra, comparvero in seguito, per coadiuvare quel clero molto occupato nell'amministrazione dei propri interessi. In ogni caso, la nota è una di quelle che l'autore inserì arbitrariamente nelle biografie dei vari papi, e non ha, di conseguenza, alcun valore storico. Lo stesso vale per l'ordinanza relativa all'amministrazione del battesimo nei casi di necessità attribuita a papa Vittore dallo stesso autore.

### Morte e sepoltura
Vittore, nonostante il periodo di pace che visse la Chiesa, patì il martirio sotto Settimio Severo (ma non tutti gli autori concordano) e venne sepolto vicino alla Tomba di Pietro.
Alcune sue reliquie sono ora conservate presso l'altare maggiore della Basilica dei Santi Silvestro e Martino ai Monti a Roma e presso l'altare maggiore della Basilica dei Santi Siro e Materno a Desio (MB).

## Culto
Sia la Chiesa cattolica che le Chiese ortodosse celebrano la sua memoria liturgica il 28 luglio.
Dal Martirologio Romano: